# عمر ألفاريز
عمر ألفاريز (بالإسبانية: Omar Álvarez Burgos)‏ هو لاعب كرة قدم إسباني، ولد في 29 أغسطس 1990 في أوفييدو في إسبانيا. لعب مع أوساسونا ب وفوكيكوس وكولتورال ليونيسا.

## وصلات خارجية
- عمر ألفاريز على موقع قاعدة بيانات كرة القدم.إي يو (الإنجليزية)
- عمر ألفاريز على موقع Soccerway.com (الإنجليزية)